# بول بلاي
بول بلاي (بالإنجليزية: Paul Bley)‏ (و. 1932 – 2016 م) هو عازف بيانو، وعازف الجاز من كندا . ولد في مونتريال .
توفي في تشري فالي .

## جوائز
حصل على جوائز منها:
- Member of the Order of Canada.

## روابط خارجية
- بول بلاي على موقع IMDb (الإنجليزية)
- بول بلاي على موقع ميوزك برينز (الإنجليزية)
- بول بلاي على موقع أول موفي (الإنجليزية)
- بول بلاي على موقع أول ميوزيك (الإنجليزية)
- بول بلاي على موقع ديسكوغز (الإنجليزية)
- بول بلاي على موقع قاعدة بيانات الفيلم (الإنجليزية)
- بول بلاي على موقع كينوبويسك (الروسية)